# Franciska Rosenkilde
Franciska Rosenkilde (født 19. marts 1976) er en dansk politiker, der siden 2021 har været politisk leder af Alternativet. Hun har tidligere været Borgmester for kultur og fritid i København, fra 2018 til 2021.

## Uddannelse og erhvervserfaring
Franciska Rosenkilde er uddannet professionsbachelor i sundhed og ernæring fra Professionshøjskolen Metropol, hvor hun studerede fra 2006 til 2010. I 2012 påbegyndte hun en kandidatuddannelse i geografi (cand.scient.geo) fra Københavns Universitet, som hun færdiggjorde i 2015. Et studie, som hun afsluttede med et speciale i fødevaresystemer og klimaforandringer.
Før sine politiske embeder har hun arbejdet som kok og som formidler af kost og livsstil.

## Politisk karriere
Franciska Rosenkilde blev medlem af Alternativet i 2014 efter et politisk debatmøde med partiet på Bremen Teater.
I 2017 blev hun ved kommunalvalget valgt til Borgerrepræsentationen i København og har derved haft sæde i Borgerrepræsentationen siden januar 2018. Hun var Alternativets gruppeforperson på Københavns Rådhus indtil oktober 2018.
I oktober 2018 blev Franciska Rosenkilde efter en afstemning i Alternativets forening i København valgt til posten som Kultur- og Fritidsborgmester, efter partiets tidligere borgmester, Niko Grünfeld, havde trukket sig. Hun fik 97 stemmer af 188 afgivne.
På et ekstraordinært landsmøde den 7. februar 2021 blev hun ved kampvalg valgt af partiets medlemmer til politisk leder af Alternativet. Fire kandidater stillede op, og Franciska Rosenkilde fik 260 stemmer ud af i alt 471.